# This Is Football
This Is Football é uma série de jogos eletrônicos de futebol produzida pela Sony Computer Entertainment Europe (SCEE) e London Studio. O primeiro jogo da série foi lançado para PlayStation em 1999. Todos os títulos seguintes foram lançados para PlayStation 2 e/ou PSP, sendo o mais recente o This is Football 2005. Os relatos das partidas são feitos por Peter Drury (que, mais tarde, tornar-se-ia o relator oficial em inglês do Pro Evolution Soccer a partir da edição 2016), exceto no primeiro jogo, que era relatado por Clive Tyldesley da ITV (e que foi também o relator oficial da série FIFA por várias temporadas). Em Portugal, o jogo tem relatos de Fernando Correia.
Entre as principais características do jogo estavam:
- Um acordo de licença com a FIFPro, estabelecido ao longo da série, que garantia a presença dos principais atletas da categoria (salvo algumas raras exceções em certas edições, como os titulares da Seleção Holandesa nas edições 2003 e 2004)
- Uma ampla base de dados contendo clubes e seleções dos seis continentes (em especial a partir da edição 2003, que contou com campeonatos nacionais fora da Europa pela primeira vez)
- Um modo Carreira bastante profundo, permitindo ao jogador começar dirigindo uma equipe escolar e levá-la até as mais altas ligas de seu país
- O modo de jogo "Jumpers 4 Goalposts", que simula o futebol de rua
- O modo "Timewarp Cup", onde é possível controlar equipes e jogadores que fizeram a história do futebol mundial
- Uma jogabilidade um pouco menos comprometida com o realismo, contando inclusive com um botão específico para simular ("cavar") faltas

A série é conhecida por seus nomes alternativos em algumas regiões do mundo:
- Alemanha: Fußball Live
- América do Norte World Tour Soccer
- Austrália: This Is Soccer
- Espanha: Esto Es Fútbol
- França Le Monde Des Bleus
- Portugal: Isto É Futebol

## Versões
- This Is Football (PlayStation, 1999)
- This Is Football II (PlayStation, 2000)
- This Is Football 2002 (Playstation 2, 2001)
- This Is Football 2003 (Playstation 2, 2002)
- This Is Football 2004 (Playstation 2, 2003)
- This Is Football 2005 (Playstation 2, 2004)